# 利博尔·察帕利尼
利博尔·察帕利尼（捷克語：Libor Capalini，1973年1月30日—），生于霍若維采，捷克前男子现代五项运动员。他曾代表捷克参加2004年夏季奥林匹克运动会现代五项比赛，获得一枚铜牌。